# Kriss Sheridan
Kriss Sheridan (Bielsko-Biała, 15 april de 1987) is een Amerikaanse-Pools Pop singer-songwriter en acteur.

## Discografie

### Singles
- Happy (2017)[3]
- I Don't Wanna Say Goodbye (2018)[4]
- Tomorrow (2018)[5]

### Videoclips
- Happy (2017)
- I Don't Wanna Say Goodbye (2018)
- Tomorrow (2018)

### Filmografie
- Zettl (2012)[6]